# Отрадный (Орловская область)
Отрадный — посёлок в Ливенском районе Орловской области России.
Входит в Здоровецкое сельское поселение.

## География
Расположен на левом берегу реки Труды, северо-западнее деревни Труды, с которой соединён просёлочной дорогой.
На противоположном берегу реки южнее Отрадного находится село Ровнец Нижне-Жерновского сельского поселения.

## Население
| 2010 |
| ---- |
| 0    |